# Plumergat
Plumergat è un comune francese di 3 503 abitanti situato nel dipartimento del Morbihan nella regione della Bretagna.
Il territorio comunale è bagnato dal fiume Auray.

## Società

### Evoluzione demografica
Abitanti censiti